# Политичка географија
Политичка географија је део друштвене географије, тесно везан са политиком. Бави се проучавањем утицаја природних услова и одговарајућих друштвено-економских фактора на постанак, политичко-територијални развој, политичко уређење и границе држава, као и на њихову административно-територијалну поделу.

## Историја
Порекло политичке географије лежи непосредно у економској географији, те ранијој пракси која је била заступљена углавном у војним и политичким импликацијама према физичкој географији, државама, територијама и владама. Конкретно, она је имала близак однос са регионалном географијом, са освртом на јединствене карактеристике подручја и детерминизме животне средине, са нагласком на утицај физичког окружења на људске активности. Врхунац овог повезивање се сматра рад немачког географа Фридриха Ратселиа који у 1897. у својој књизи „Политичка географија“ развио концепт животног простора (жива област) које су јасно повезане са културним растом и територијалним проширењем земље (територије). Књига је касније кориштена да би се обезбедио (академски) легитимитет за империјалистичке експанзије немачког Трећег рајха.
Значајан развој ове научне дисциплине дали су и британски географ Хелфорд Џон Макиндер, амерички морнарички официр и геостратег Алфред Тајер Мехен, те многи немачки географи и геостратези као што је Карл Хаусхофер и други.

## Област проучавања
Основна проучавања политичке географије обухвата:
- истраживања карактеристика политичког и државног система, облика државне и административно-територијалне структуре света;
- истраживања начина формирања државне територије, њене политичке и географске локације и граница;
- разматрања географских разлика у социјалној структури становништва (укључујући етничке и верске структуре становништва);
- анализа распореда политичко снага (укључујући и партије);
- истраживања географских карактеристика избора на различитим нивоима власти.

Укратко речено, политичка географија проучава промене на политичкој карти и у политичкој структури света, као последицу историјских и друштвених промена.

## Повезаност са другим научним дисциплинама
Политичка географија је уско повезани са многим друштвеним наукама. Свакако, на првом месту треба издвојити политичке науке, а затим следе и историја, социологија, међународно и унутрашње право, што ову научну дисциплину чини прилично интегрисаном у јавни живот. Истовремено, политичка географија као научна дисциплина је део система географских наука, која има за циљ проучавање одређених социо-економских територијалних ентитета и односа између њихових елемената.